# Улица Сонина
Улица Сонина —  улица в Центральном округе Курска, одна из самых коротких улиц в городе. Проходит по историческому центру города, начинаясь у Красной площади и, круто изогнувшись, заканчивается, выходя на улицу Александра Невского. Нумерация домов ведётся только по чётной стороне.
От улицы Сонина начинаются улицы Ендовищенская и Нижняя Набережная.

## История
Улицу Сонина можно назвать самой древней улицей Курска. Она существует с момента возникновения древней крепости, построенной тысячу лет тому назад у слияния двух рек — Тускари и Кура. Тогда эта дорога огибала крепостную стену. В XIX веке улица называлась Мурановской и включала в себя современную улицу Луначарского. В 1905 году стала называться Верхней Набережной, а с 1918 была переименована в честь наркома просвещения РСФСР Анатолия Васильевича Луначарского. В 1925 году из неё был выделен участок, являющийся ныне улицей Сонина, которому вернули название Верхней Набережной улицы. В 1977 году улица получила современное название в честь Героя Советского Союза, лейтенанта Ивана Егоровича Сонина. В память о нём на здании электроаппаратного завода установлена мраморная доска.

## Примечательные здания и сооружения

### Здание дворянского собрания (№ 4)
Современное здание Дворянского собрания было построено в 1877 году. До этого, с конца XVIII века здесь располагалось здание Благородного собрания с примыкающим к нему театром. Эти строения были уничтожены пожаром в ночь на 11 января 1876 года. В новом здании, на третьем этаже, размещались помещения пансионата для дворянских детей — учащихся гимназии и реального училища. 17 (29) октября 1892 года в здании Дворянского собрания по неустановленной причине вспыхнул сильный пожар, после которого от строения остались только голые стены. Реконструировал здание архитектор Слесарев. В Большом зале до Октябрьской революции изредка проходили собрания дворян Курской губернии. Всё остальное время этот вместительный зал сдавался под концерты или театральные постановки. После Октябрьской революции, 5 ноября 1918 года, здание Дворянского собрания было переименовано в Рабочий дворец, а Большой зал — в аудиторию Маркса — Энгельса. В здании разместились профсоюзные организации, в залах устраивались праздники для пролетариата. В сентябре 1919 года Курск был занят частями Добровольческой армии Вооружённых сил Юга России, и в здании Дворянского собрания разместился командующий 1-го армейского корпуса генерал-лейтенант А. П. Кутепов со своим штабом. После ухода из Курска частей Добровольческой армии в январе — феврале 1920 года в здании Дворянского собрания располагались командование, штаб и Реввоенсовет Южного фронта. 12 сентября 1920 года в здании открылся музей искусств. В 1922 году в Рабочем дворце разместили губотдел труда, губсобес, пролетарский клуб. Ещё позднее здание отдали клубу железнодорожников. 12 ноября 1929 года в здании был открыт Дом Красной Армии. В нём проходили торжественные заседания, функционировал кинотеатр, выступали приглашенные артисты, устраивались спортивные соревнования. Зимой 1943 года при отступлении из Курска фашистские оккупанты подожгли здание, после чего оно долго лежало в руинах. В начале 60-х годов XX века здание Дворянского собрания было восстановлено на средства Министерства обороны, внешний вид здания был полностью сохранён. Здесь разместился гарнизонный Дом офицеров, ставший важным культурным центром города. С 12 октября 1995 года в части помещений Дома офицеров начал работать планетарий. В 2010 году Министерством обороны РФ принято решение о повсеместной ликвидации домов офицеров. Здание было безвозмездно передано в собственность Курской области с условием, что в нём продолжит работу Курский гарнизонный военный суд. В конце 2017 года в реконструированном здании бывшего дома офицеров открылась вторая площадка областной государственной филармонии, а годом ранее — Свиридовский центр искусств.

### Башня монастырской ограды
Массивная каменная башня, выходящая своим фасадом на улицу Сонина, является единственным сохранившимся элементом монастырской ограды, возведённой в конце XVII века на пожертвования князей Ромодановских.

### Памятный знак в честь 700-летия обретения иконы Курской Коренной Божией матери «Знамение»
Памятный знак в честь 700-летия обретения иконы Курской Коренной Божией матери «Знамение» торжественно открыт 21 сентября 1995 года (в день празднования 700-летия обретения иконы) напротив здания бывшего дворянского собрания. Представляет собой бетонную арку, которая держит отлитое в бронзе изображение иконы Божией Матери. Автор монумента — скульптор В. М. Клыков.